# Desa Sukahurip (administrativ by i Indonesien, lat -6,60, long 107,78)
Desa Sukahurip är en administrativ by i Indonesien.   Den ligger i provinsen Jawa Barat, i den västra delen av landet, 110 km öster om huvudstaden Jakarta.